# Habitatge al carrer Lloselles, 71 (Martorell)
L'Habitatge al carrer Lloselles, 71 és una obra del municipi de Martorell (Baix Llobregat) inclosa en l'Inventari del Patrimoni Arquitectònic de Catalunya.

## Descripció
Es tracta d'un habitatge entre mitgeres estructurat en planta baixa i pis. El parament és de maó i pedres irregulars, després arrebossat, avui, però, l'ha perdut de forma parcial als baixos. Hi ha dues entrades d'arc escarser, el que es fa servir com a accés de l'habitatge superior en realitat és allindanat però sobre seu hi ha una reixa de ferro forjada on hi figura la data de 1884 que sí que és un arc rebaixat. Al primer pis trobem un balcó i una finestra, tots dos allindanats. L'edifici és rematat pel terrat, amb una barana de pedra balustrada.